# Alexandre Sabes Pétion
Anne Alexandre Sabès, detto Pétion (Port-au-Prince, 2 aprile 1770 – 29 marzo 1818), è stato un militare e politico haitiano.

## Biografia
Figlio di un colono bianco e di una mulatta, ufficiale delle truppe francesi di occupazione, nel 1791 passò agli insorti ma, non condividendo le idee di Toussaint Louverture, nel 1801 si recò in Francia. Ritornò ad Haiti l'anno successivo, con le truppe del generale Leclerc che lasciò nel 1803 per passare di nuovo agli insorti dopo che Toussaint fu arrestato.
Nel 1806 prese parte assieme ad Henri Christophe all'attentato in cui Jean-Jacques Dessalines, che si era conferito dignità imperiale col nome di Jacques I, fu ucciso. Diventò luogotenente di Christophe che gli affidò l'incarico di governatore della parte meridionale dell'isola. Pétion rese indipendente il Sud e ne divenne presidente fino alla morte, ricevendo il titolo di Padre della Patria.
Durante la sua presidenza ospitò in patria Simón Bolívar e lo appoggiò finanziariamente e militarmente quando il Libertador ripartì per riconquistare il Venezuela tornato in mano della monarchia spagnola.